# Joaquim da Silva Tavares S.J.
Joaquim da Silva Tavares (Cardigos, 17 de Agosto de 1866 — Paris, 2 de Setembro de 1931).  Entrou para a Companhia de Jesus oficialmente em 1888 e foi professor no Colégio de Campolide e no Colégio de São Fiel.
No Colégio de São Fiel assumiu diversos cargos tais como o de director do Herbário e do Museu de História Natural e o de reitor, cargo para o qual foi nomeado em 1908.
Com a implantação da República Portuguesa foi exilado, primeiro em Salamanca e posteriormente no Brasil e na Galiza, na cidade de Pontevedra. A sua investigação em cecídias valeu-lhe em 1903 a nomeação para a Academia das Ciências de Lisboa, da qual se tornou sócio efectivo em 1928.
Foi co-fundador da Sociedade Portuguesa de Ciências Naturais e da Sociedade Ibérica de Ciências Naturais e pertenceu a diversas sociedades científicas europeias como a Academia de Ciências de Barcelona, a Sociedade Entomológica de França e a Pontificia Academia della Scienze Nuovi Lineei de Roma.
Fundou a revista Brotéria - Sciencias Naturaes no ano de 1902, em Louriçal do Campo, no distrito de Castelo Branco, em homenagem ao naturalista português Félix de Avelar Brotero, juntamente com Cândido Azevedo Mendes S.J. e Carlos Zimmermann S.J., professores no Colégio de São Fiel.
Enquanto director da Brotéria (1902-1932) publicou 320 artigos dos quais se destacam alguns dos artigos que publicou com os resultados das suas investigações em cecidologia e entomologia.